# Houston Rockets 1983-1984
La stagione 1983-84 degli Houston Rockets fu la 17ª nella NBA per la franchigia.
Gli Houston Rockets arrivarono sesti nella Midwest Division della Western Conference con un record di 29-53, non qualificandosi per i play-off.

## Roster
| N° | Naz.                   | Ruolo | Sportivo       | Anno | Alt. | Peso |
| -- | ---------------------- | ----- | -------------- | ---- | ---- | ---- |
| 1  | Stati Uniti (bandiera) | G     | Phil Ford      | 1956 | 188  | 79   |
| 2  | Stati Uniti (bandiera) | AC    | James Bailey   | 1957 | 206  | 100  |
| 3  | Stati Uniti (bandiera) | GA    | Craig Ehlo     | 1961 | 198  | 82   |
| 11 | Stati Uniti (bandiera) | A     | Major Jones    | 1953 | 206  | 102  |
| 20 | Stati Uniti (bandiera) | GA    | Terry Teagle   | 1960 | 196  | 88   |
| 22 | Stati Uniti (bandiera) | GA    | Rodney McCray  | 1961 | 201  | 100  |
| 27 | Stati Uniti (bandiera) | AC    | Caldwell Jones | 1950 | 211  | 98   |
| 30 | Stati Uniti (bandiera) | G     | Allen Leavell  | 1957 | 185  | 77   |
| 32 | Stati Uniti (bandiera) | GA    | Lewis Lloyd    | 1959 | 198  | 93   |
| 33 | Stati Uniti (bandiera) | GA    | Robert Reid    | 1955 | 203  | 93   |
| 42 | Stati Uniti (bandiera) | A     | Wally Walker   | 1954 | 201  | 86   |
| 44 | Stati Uniti (bandiera) | AC    | Elvin Hayes    | 1945 | 206  | 107  |
| 50 | Stati Uniti (bandiera) | AC    | Ralph Sampson  | 1960 | 224  | 103  |

## Staff tecnico
- Allenatore: Bill Fitch
- Vice-allenatori: Carroll Dawson, Rudy Tomjanovich